# Tân Hòa Thành
Tân Hòa Thành là một xã thuộc huyện Tân Phước, tỉnh Tiền Giang, Việt Nam.

## Địa lý
Xã Tân Hoà Thành có vị trí địa lý:
- Phía đông giáp tỉnh Long An
- Phía tây giáp xã Tân Lập 2
- Phía nam giáp các xã Tân Lý Đông, Tân Lập 1
- Phía bắc giáp các xã Phú Mỹ, Hưng Thạnh.

Xã Tân Hoà Thành có 19,52 km², dân số năm 2019 là 11.123 người.

## Lịch sử
Nghị định 68-CP ngày 11 tháng 7 năm 1994 về việc thành lập xã Hưng Thạnh thuộc huyện Tân Phước thuộc tỉnh Tiền Giang.